# Puchucollo Alto
Puchucollo Alto ist eine Landstadt im Departamento La Paz im Hochland des südamerikanischen Anden-Staates Bolivien.

## Lage im Nahraum
Puchucollo Alto ist die bevölkerungsreichste Ortschaft des Municipios Laja in der Provinz Los Andes. Der Ort ist der zentrale Ort des Distrikts 2 des Municipio Laja und liegt am Westrand der Metropolregion El Alto.

## Geographie
Puchucollo Alto liegt auf der bolivianischen Hochebene zwischen den Anden-Gebirgsketten der Cordillera Occidental im Westen und der Cordillera Central im Osten. Das Klima der Region ist ein typisches Tageszeitenklima, bei dem die Durchschnittstemperaturen im Tagesverlauf stärker schwanken als im Jahresverlauf.
Die mittlere Jahrestemperatur von Viacha liegt bei knapp 9 °C, der Jahresniederschlag beträgt etwa 600 mm (siehe Klimadiagramm Viacha). Die Monatsdurchschnittstemperaturen schwanken nur unwesentlich zwischen 6 °C im Juli und 10 °C von November bis Februar. Die Monate Mai bis August sind arid mit Monatsniederschlägen von weniger als 15 mm, in den Südsommer-Monaten Januar und Februar werden Monatsniederschläge von mehr als 100 mm gemessen.

## Bevölkerung
Die Ortschaft ls eigenständige Gemeinde ist erst in jüngerer Zeit durch die West-Ausdehnung der Stadt El Alto entstanden, bis zur Volkszählung 2012 weisen die Statistiken nur die Ortschaft Puchukullo Bajo auf:
| Jahr | Einwohner     | Quelle       |
| ---- | ------------- | ------------ |
| 1992 | nicht notiert | Volkszählung |
| 2001 | nicht notiert | Volkszählung |
| 2012 | 2461          | Volkszählung |
| 2024 |               | Volkszählung |

Die Region weist einen hohen Anteil an Aymara-Bevölkerung auf, im Municipio Puerto Pérez sprechen 97,2 Prozent der Bevölkerung Aymara.